# Municipio de San Esteban Atatlahuca
El municipio de San Esteban Atatlahuca forma parte de los 570 municipios en que está dividido el estado mexicano de Oaxaca.  La cabecera es San Esteban Atatlahuca. Sus principales localidades son: Ndoyococo, Mier y Terán, Independencia y Guerrero el Grande

## Geografía
Su localización es al norte Colinda con el municipio de Tlaxiaco, en el sur con Santa Catarina Yosonutu, en el este con el municipio de San Miguel el Grande y el oeste con Santiago Nuyoo y Santo Tomás Ocotepec.
En el municipio haya distintos relieves como el Cerro Vertical, Cerro del Ratón, Cerro del Águila y Cerro La Muralla; entre los cuales cruzan el Río Zapote, Río Hoyo y Río Metate.
El tipo de clima es frío con media/alta humedad.
Esta zona tiene una rica flora, en la cual podemos encontrar:Ocotal, Pino, Encino, Madroño, Oyamel, Cedro y Elite; como también una variedad de fauna amplia en estos bosques donde se encuentran animales como: Ardilla, Conejo, Venado, Tlacuache, Zorrillo, Águila, Halcón, Cacalote, Lechuza, Búho, Zopilote, Zorro, Coyote, Canario, Pájaro carpintero y Quetzal.
El municipio es rico en madera, piedras de río y varios tipos de hongos. La tierra es colorada, negra y arenosa; la cual es utilizada para cultivar maíz, habas, ejotes y chilacayote.

## Política
El gobierno de San Esteban Atatlahuca se rige por principio de usos y costumbres que se encuentra vigente en un total de 424 municipios del estado de Oaxaca y en las cuales la elección de autoridades se realiza mediante las tradiciones locales y sin la intervención de los partidos políticos. 
El ayuntamiento de San Esteban Atatlahuca está integrado por el presidente municipal, un síndico y un cabildo integrado por siete regidores, además de un funcionario denominado Alcalde único constitucional.

### Representación legislativa
Para la elección de diputados locales al Congreso de Oaxaca y de diputados federales a la Cámara de Diputados federal, el municipio de San Esteban Atatlahuca se encuentra integrado en los siguientes distritos electorales:
Local:
- Distrito electoral local de 8 de Oaxaca con cabecera en Heroica Ciudad de Tlaxiaco.[5]

Federal:
- Distrito electoral federal 6 de Oaxaca con cabecera en Heroica Ciudad de Tlaxiaco.[6]